# 紺ハイ

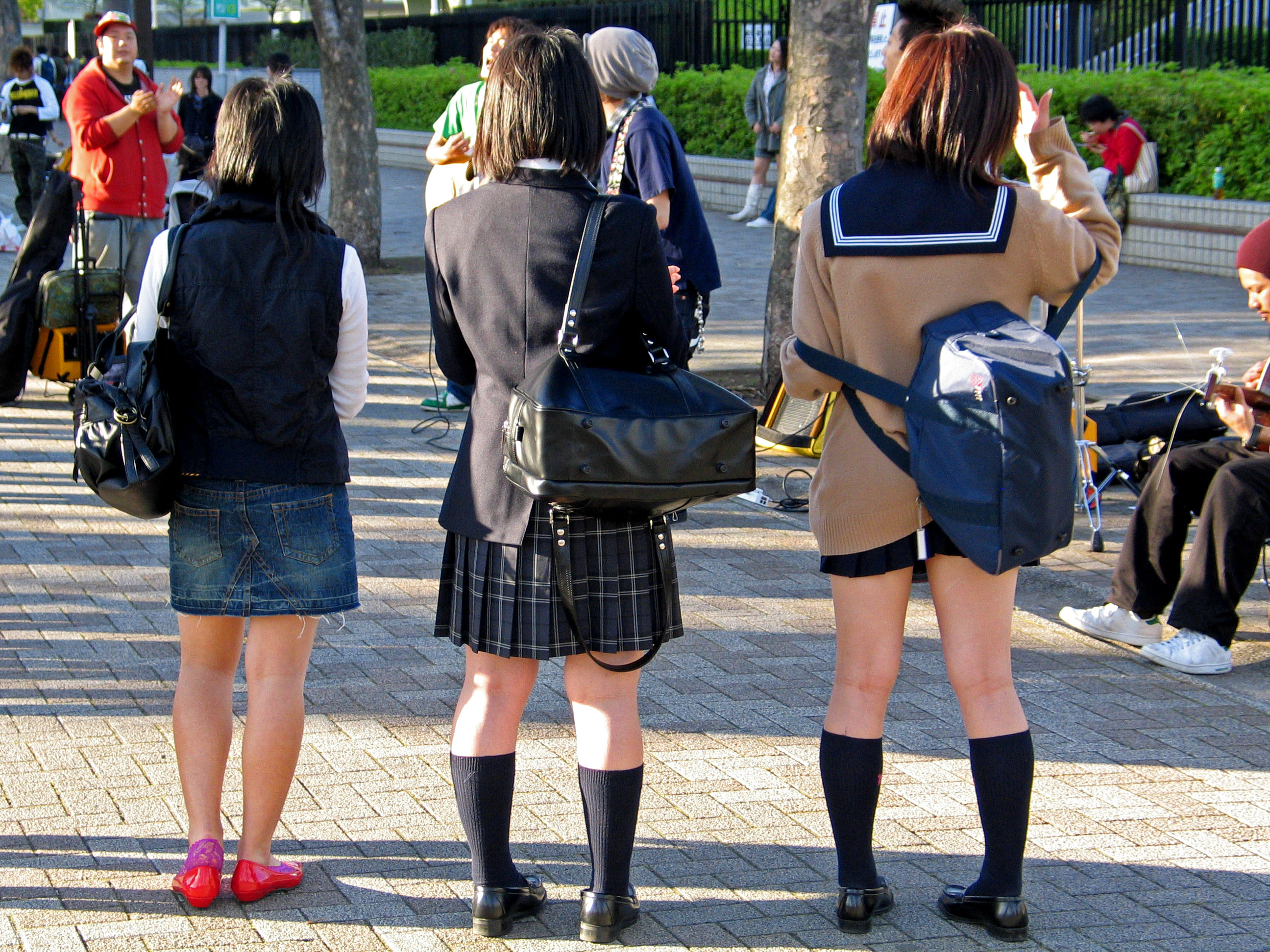
紺ハイを履いた女子校生

紺ハイ（こんハイ）は、「紺色のハイソックス」の略称。2000年頃から2010年代半ばの日本の女子高生の学校制服コーディネーションの定番の1つであった。

## 流行の変遷
20世紀末、女子高校生の間でルーズソックスが流行する。
21世紀になるとハイソックスのブームが起きる。白いルーズソックスと比べて「お嬢様っぽい雰囲気」を醸し出し、足が引き締まって見える色の紺色ハイソックスが流行となった。防寒対策のために紺ソックスをはき、その上からルーズソックスをはくということもあった。
校則で指定の靴下があり、ハイソックスとは呼べない「短い丈」のものだった場合、少しでもハイソックスに見えるよう、短い丈のソックスを引っ張り上げてソックタッチといった液体靴下止めを使用して固定するというようなこともされていた。
一部の女子高校生は膝上まである長いニーソックスをはくようになった。「絶対領域」と言われるミニスカートとニーソックス間、太ももの素肌が露出した部分をアピールするためであり、「アイドル系ファッション」を目指す女子高校生には愛用されたが、主流派にならなかった。

### 流行の終焉
2015年頃より紺ハイをふくらはぎの下まで下げた「プチルーズソックス」状態にしてはくのが流行する。
これは、2017年に朝日新聞が「女子高生がおしゃれだと思うスカート丈には地域差があるのでは」という仮説を検証するべく、全国14都道府県で行った一斉街角調査「高校生スカート丈調査」の結果から広く認知されるようになった。
名古屋市で調査対象となった女子高校生の中には紺ハイを「くしゅくしゅ」とたるませてはく姿が見られ、そういう状態で着用している当人は「靴下は本当は長いが、短い方がおしゃれだと思うのでくしゅくしゅと縮めている」「ハイソックスは戦時中みたいでダサい」という意見があった。
この調査結果は名古屋市に留まらず、日本全国の調査結果にも表れており、福岡・博多駅周辺で新聞記者が目視調査した際には104人中、「くしゅくしゅ」と短い靴下の合計が82人と、「短め」が主流だった。
全国の高校生へのヒアリングでは「靴下を短くはくのは、先輩を見て学んだ」と、先輩や周りをまねしたという声が複数あって、この「くしゅくしゅ」文化が継承されているものと推測される。
年号が令和に切り替わって以降は、ハイソックスには陰キャのイメージがあるとされ、女子高校生の間では短い丈の靴下が流行していると言える。